# Des fleurs pour Algernon (téléfilm, 2006)
Ne doit pas être confondu avec Des fleurs pour Algernon (téléfilm, 2013).
Des fleurs pour Algernon est un téléfilm franco-suisse réalisé par David Delrieux et diffusé en 2006. Il s'agit de la quatrième adaptation du roman éponyme de Daniel Keyes.

## Synopsis
Charlie, un jeune défaillant mental est contacté par des médecins afin d'experimenter un produit qui développe l'intelligence. Le test ayant été positif sur Algernon, une souris de laboratoire, Charlie accepte. Au fil des semaines l'intelligence de Charlie grandit, et son QI dépasse 150. Toujours plus avide de connaissance, il se décide à apprendre le piano et séduit son professeur, Alice à qui il ne dit rien de son passé. Mais un jour, Charlie apprend que l'état d'Algernon s'est aggravé, l'intelligence de la souris s'affaiblit. Dès ce jour, Charlie commence à régresser. Que choisira-t-il ? Garder son secret et continuer le traitement ou redevenir celui qu'il a été ?

## Fiche technique
- Scénario : Anne Giafferi d'après l'œuvre de Daniel Keyes
- Réalisateur : David Delrieux
- Diffusion : 15 novembre 2006
- Diffuseur : France 2
- Durée : 94 min
- Lieu de tournage : Genève
- Pays :  France- Suisse
- Société de production : Image et Compagnie
- Productrice : Isabelle Degeorges

## Distribution
- Julien Boisselier : Charlie
- Hélène de Fougerolles : Alice
- Marianne Basler : Sonia Brugère
- Frédéric van den Driessche : Professeur Jean-Pierre Nemur
- Olivier Perrier : M. Pernot
- François Florey: Yvan
- Véronique Mattana : Mme Colinet
- Jean-Pierre Gos : Karim
- Pierre Amstutz : Lycéen